# Berula
Genre
Classification phylogénétique
Berula est un genre de plantes à fleurs de la famille des Apiaceae. Ce sont des plantes herbacées. 
Il ne compte, en Europe, qu'une seule espèce : la berle dressée.

## Liste d'espèces
- Berula angustifolia (L.) Mertens et Koch - synonyme de Berula erecta
- Berula erecta (Huds.) Coville - la berle dressée
- Berula thunbergii

## Remarque
Une autre espèce appelée « berle à larges feuilles » est maintenant placée dans le genre Sium (Sium latifolium).